# Tres Vueltas de Valls
Las Tres Vueltas de San Antonio Abad de Valls es el nombre que recibe la celebración con la que comienza el calendario festivo anual de la localidad de Valls, capital de la comarca del Alto Campo, en Cataluña, España.
Festividad dedicada a San Antonio Abad y celebrada el 17 de enero, es la primera del calendario catalán ya que tienen lugar el domingo antes de la celebración del Santo 
Ofrecen la mejor colección de carros de trabajo que se puede ver desfilar en esta fiesta en el conjunto de Cataluña, así como uno de los itinerarios de mayor belleza plástica al atravesar el barrio antiguo de la ciudad de Valls que obliga a los carreteros a desplegar todas sus habilidades. El punto neurálgico del recorrido llega cuando los carros entran desde la calle de la Cort a la plaza del Blat para luego tomar la calle Mayor, espacios conocidos popularmente como la vuelta del ayuntamiento. Las Tres Vueltas de Valls son también de las más participadas de Cataluña por lo que se refiere al número de caballerías que toman parte, que supera las trescientas cincuenta. En la plaza de la Font de la Manxa se hace una descripción detallada de todos los carros participantes. En la segunda vuelta, al paso por delante de la iglesia de San Antonio, el arcipreste de Valls bendice las caballerías. 

## Historia
La noticia más antigua que se ha documentado fue publicada en el Diario de Valls, el 17 de enero de 1879 y testimonia que la celebración ya era anterior, así como su horario matinal y la bendición realizada en los aledaños de la iglesia de San Antonio: 

Entre nueve y diez de esta mañana tiene lugar en esta villa la corrida o curso de las caballerías mayores y menores que pasan a la iglesia de San Antonio a recibir la bendición que se les da cada año. De dese...ar sería, que los que cuidan de tales caballerías, pusiesen sumo cuidado en moderar la velocidad de su carrera para no atropellar a algunas criaturas, como ha sucedido algunos años; y los padres o madres de las criaturas en no dejarlas sueltas y abandonadas en tal sitio, y así se evitará el que tengamos que lamentar desgracias.

La celebración tuvo larga continuidad y se llegan a conservar documentos fotográficos de los años sesenta y setenta del siglo XX. Sería en estos momentos cuando desaparecería en medio de un clima social y político muy complejo. 
Las Tres Vueltas de San Antonio Abad fueron recuperadas en el año 1980. 
El Gobierno de la Generalidad de Cataluña los declaró Fiesta tradicional de interés nacional el 2010. 